# Малък буревестник
Малък буревестник (Puffinus assimilis) е вид птица от семейство Procellariidae.

## Разпространение
Видът е разпространен в Австралия, Нова Зеландия, Норфолк и Френски южни и антарктически територии.